# 1984 a filmművészetben

## Események
- A Walt Disney Company megalapítja a Touchstone Picturest, hogy a Disney névhez nem illő filmeket azon keresztül jelentesse meg.
- Megjelenik a Tri-Star Pictures első filmje. A Tri-Star a Columbia Pictures, az HBO, és CBS közös vállalkozása.
- Sharon Stone hozzámegy Michael Greenburghöz.
- Michael Eisner lesz a Walt Disney Company elnöke.
- október 21. – Véget érnek Welsben az I. Osztrák Filmnapok. 5 nap alatt közel 200 filmet mutattak be.
- A Los Angeles-i Animációs Olimpia minden idők legjobb 50 rajzfilmje közé választja Jankovics Marcell Fehérlófia című filmjét.

## Sikerfilmek
1. Indiana Jones és a végzet temploma (Paramount), főszereplő Harrison Ford, Kate Capshaw, Ke Huy Quan – 333 107 271 dollár
2. Beverly Hills-i zsaru (Paramount), főszereplő Eddie Murphy, Judge Reinhold, John Ashton – 316 360 478 dollár
3. Szellemirtók (Columbia), főszereplő Bill Murray, Dan Aykroyd, Sigourney Weaver – 291 632 124 dollár
4. Szörnyecskék (Warner), főszereplő Corey Feldman, Phoebe Cates, Zach Galligan – 153 083 102 dollár (USA)
5. Karate kölyök (Columbia), főszereplő Ralph Macchio, Pat Morita, Elisabeth Shue – 90 815 558 dollár (USA)
6. Star Trek III: Spock nyomában (Paramount), főszereplő William Shatner, Leonard Nimoy, DeForest Kelley – 87 071 046 dollár
7. A smaragd románca (Fox), főszereplő Michael Douglas, Kathleen Turner, Danny DeVito – 86 572 238 dollár
8. Rendőrakadémia (Warner), főszereplő Steve Guttenberg, Kim Cattrall, Bubba Smith – 81 198 894 dollár (USA)
9. Gumiláb (Paramount), főszereplő Kevin Bacon, Chris Penn, Sarah Jessica Parker – 80 035 402 dollár (USA)
10. Terminátor – A halálosztó (Orion), főszereplő Arnold Schwarzenegger, Michael Biehn, Linda Hamilton – 78 371 200 dollár

## Magyar filmek
- Ah, Amerika! – rendező Orosz István
- Angyali üdvözlet – rendező Jeles András
- Boszorkányszombat – rendező Rózsa János
- Egy kicsit én, egy kicsit te – rendező Gyarmathy Lívia
- Escorial – rendező Szász János
- Eszkimó asszony fázik – rendező Xantus János
- Eszmélés – rendezés Grunwalsky Ferenc
- Hanyatt-homlok – rendező Révész György
- Higgyetek nekem! – rendező Mihályfy László
- Házasság szabadnappal – rendező Mészáros Gyula
- István, a király – rendező Koltay Gábor
- Kéznyomok
- Kismaszat és a Gézengúzok - rendező Markos Miklós
- Lily in Love – rendező Makk Károly
- Napló gyermekeimnek – rendező Mészáros Márta
- Az óriás – rendező Szántó Erika
- Szaffi – rendező Dargay Attila
- Szirmok, virágok, koszorúk – rendező Lugossy László
- Veszett kutyák – rendező Vajda Péter
- Yerma – rendező Gyöngyössy Imre és Kabay Barna

## Díjak, fesztiválok
- Oscar-díj (április 9.)
  - Film: Becéző szavak
  - Rendező: James L. Brooks – Becéző szavak
  - Férfi főszereplő: Robert Duvall – Az Úr kegyelméből
  - Női főszereplő: Shirlay MacLaine – Becéző szavak
  - Külföldi film: Fanny és Alexander – Ingmar Bergman
- 9. César-gála (március 3.)
  - Film: A Bál, rendezte Ettore Scola és A nos amours, rendezte Maurice Pialat
  - Rendező: Ettore Scola, A Bál
  - Férfi főszereplő: Coluche, Viszlát, Pantin!
  - Női főszereplő: Isabelle Adjani, Gyilkos nyár
  - Külföldi film: Fanny és Alexander, rendezte Ingmar Bergman
- 1984-es cannes-i filmfesztivál
- Berlini Nemzetközi Filmfesztivál (február 17–28.)
  - Arany Medve:Szeretetáradat – John Cassavetes
  - Ezüst Medve:reggel Alabamában – Norbert Kückelmann
  - Rendező:Ettore Scola – A bál
  - Férfi főszereplő:Albert Finney – Az öltöztető
  - Női főszereplő:Inna Csurikova – Háborús regény
- Velencei Nemzetközi Filmfesztivál (augusztus 27-szeptember 7)
  - Arany Oroszlán: A nyugodt nap éve – Krzysztof Zanussi
  - Ezüst Oroszlán: Szonatina – Micheline Lanctot
  - Férfi főszereplő: Naszruddín Sah – Pár
  - Női főszereplő: Pascale Ogier – Teliholdas éjszakák
- 1984-es Magyar Filmszemle

## Születések
- január 3. – Maya Ababadjani, színésznő
- február 12. – Alexandra Dahlstrom, színésznő
- november 22. – Scarlett Johansson, színésznő

## Halálozások
- január 20. – Johnny Weissmüller, színész
- Január 29. – Frances Goodrich, forgatókönyvíró
- Február 15. – Ethel Merman, színésznő
- március 1. – Jackie Coogan, színész
- március 24. – Sam Jaffe, színész
- május 16. – Andy Kaufman, amerikai humorista
- május 21. – Andrea Leeds, színésznő
- július 27. – James Mason, brit színész
- augusztus 4. – Mary Miles Minter, színésznő
- augusztus 5. – Richard Burton, brit színész
- szeptember 14. – Janet Gaynor, amerikai színésznő
- szeptember 17. – Richard Basehart, színész
- szeptember 25. – Walter Pidgeon, színész
- október 21. – François Truffaut, francia rendező
- október 23. – Oskar Werner, színész
- október 25. – Pascale Ogier, francia színésznő
- december 24. – Peter Lawford, színész
- december 28. – Sam Peckinpah, amerikai rendező

## Filmbemutatók
- 1984 – rendező Michael Radford
- All of Me – rendező Carl Reiner
- Bachelor Party – rendező Neal Israel
- Body Double – rendező Brian De Palma
- A bűn lélektana – rendező Lars von Trier
- Bolero – rendező John Derek
- The Bostonians – rendező James Ivory
- Cannonball Run II – rendező Hal Needham
- Choose Me – rendező Alan Rudolph
- City Heat – rendező Richard Benjamin
- Country
- Dangerous Moves – rendező Richard Dembo
- Dune – rendező David Lynch
- Friday the 13th: The Final Chapter
- Greystoke: The Legend of Tarzan, Lord of the Apes
- Az iker -  rendező Yves Robert
- Irreconcilable Differences
- The Killing Fields – rendező Roland Joffé
- The Lonely Guy – rendező Arthur Hiller
- Love Streams – rendező John Cassavetes
- Micki and Maude – rendező Blake Edwards
- Broadway Danny Rose – rendező Woody Allen
- Moscow on the Hudson – rendező Paul Mazursky
- The Muppets Take Manhattan – rendező Frank Oz
- The Natural – rendező Barry Levinson
- Nauszika – A szél harcosai – rendező Mijazaki Hajao
- Neverending Story – rendező Wolfgang Petersen
- Rémálom az Elm utcában – rendező Wes Craven
- Old Enough – rendező Marisa Silver,
- Once Upon a Time in America – rendező Sergio Leone
- Párizs, Texas – rendező Wim Wenders
- A Passage To India – rendező David Lean
- Places in the Heart – rendező Robert Benton
- The Pope of Greenwich Village – rendező Stuart Rosenberg
- The Return of Godzilla – rendező Koji Hashimoto
- Revenge of the Nerds – rendező Jeff Kanew
- The River – rendező Mark Rydell
- This is Spinal Tap – rendező Rob Reiner
- A Soldier's Story – rendező Norman Jewison
- Stranger Than Paradise – rendező Jim Jarmusch
- A Sunday in the Country – rendező Bertrand Tavernier
- A Year of the Quiet Sun – rendező Krzysztof Zanussi
- Vezeklés – rendező Tengiz Abuladze (félhivatalos bemutató, de betiltották)